# Alexis Martin
Pour les articles homonymes, voir Martin.
Alexis Martin (né à Montréal le 9 juin 1964) est un acteur, un auteur, un dramaturge, un scénariste, un animateur de radio et un metteur en scène québécois. Egalement caténairiste à ses heures perdues. En tant qu'acteur, il est reconnu pour interpréter des rôles assez complexes.

## Biographie
Né le 9 juin 1964 à Montréal, fils du journaliste Louis Martin et d'une mère traductrice, Alexis Martin a étudié au Conservatoire d’art dramatique de Montréal entre 1983 et 1986. Dès l’obtention de son diplôme, il côtoie de nombreux metteurs en scène de renom tels que René Richard Cyr, Claude Poissant, Robert Gravel, André Brassard, Denis Marleau et Jean-Pierre Ronfard. Il participe à plusieurs séries télévisées, telles que Les grands procès (L’affaire Viau), Radio Enfer, Un gars une fille et Vice Caché. Il est aussi présent au cinéma dans des films dont Le Party, Karmina, Un 32 août sur terre, Matroni et moi, Saints-Martyrs-des-Damnés, Les Boys 3, L'Audition et Les Mauvaises Herbes.
Dès le début des années 1990, il se consacre plus sérieusement à l’écriture. L’an de grâce est sa toute première œuvre qu’il a écrite avec René Richard Cyr et Claude Poissant. Par la suite, il travaille en collaboration avec plusieurs auteurs et crée de nombreuses pièces à succès, comme Matroni et moi, qui est portée à l’écran en 1998.
En 1989, il se joint à l’équipe du Nouveau Théâtre expérimental fondé en 1980 par Robert Gravel et Jean-Pierre Ronfard. Il en devient le directeur artistique en 1998 aux côtés de Jean-Pierre Ronfard et Marthe Boulianne. Il forme de pair avec Guylaine Tremblay le Groupement Forestier du théâtre. Ces deux organismes se spécialisent dans la création théâtrale expérimentale (sketch, improvisation, jeu avec l’espace et le temps, rendez-vous spéciaux avec le public, etc.) « On y remet en question toutes les conventions du théâtre en posant un regard critique sur ce qui se fait et en essayant toujours de proposer autre chose, d’innover. ».
Toujours en 1989 naît sa nièce Béatrice Martin, future chanteuse, maintenant connue sous le pseudonyme Cœur de Pirate.
À la chaîne culturelle de Radio-Canada, il animait Alexis Martin présente, une émission consacrée à la diffusion de pièces radiophoniques et de textes d’auteurs de la relève.

## Œuvre
Le dramaturge évoque, dans plusieurs de ses créations théâtrales, le thème de la langue. En effet, dans Matroni et moi et Révolutions, il met en premier plan « l’étrange mixité des niveaux de langue » au Québec, en y faisant interagir des personnages de milieux socio-économiques fort différents. Il soutient alors que tout individu, peu importe ses référents culturels, peut en influencer un autre de façon profonde. De ce fait, Alexis Martin met l’accent sur le pouvoir et la puissance des mots, en amenant les personnages à se questionner sur leur univers et les enjeux éthiques qui s’y imposent. Somme toute, pour l’auteur, la langue semble être, dans ces deux pièces, un moyen de libération, d’affirmation et d’épanouissement de soi.
Dans un autre ordre d’idées, l’auteur accorde aussi une importance évidente à l’histoire antique en remodelant, à sa façon, des classiques tels que L’Odyssée et Périclès. De plus, toujours dans une perspective historique, Alexis Martin redonne vie à des personnages marquant encore aujourd’hui le genre humain, en mettant en scène, entre autres, les derniers jours d’Hitler dans la pièce d’un même nom.
De plus, dans certaines de ses œuvres, Alexis Martin traite de la nécessité qu’ont de nombreuses personnes de notre époque de croire en quelque chose, peu importe ce que c’est. La religion catholique ayant été rejetée en bloc, ils s’accrochent à n’importe quelle « idiosyncrasie » afin d’obtenir des réponses à leurs questions. C’est ce thème qui est présenté dans la pièce Presbytère du nord. Dans cette pièce, une jeune étudiante de l’UQAM suit des cours à gauche et à droite dans l’espoir de trouver des réponses, mais constate que même les sciences humaines ne peuvent satisfaire ce besoin. Selon Alexis Martin, la « déspiritualisation » rapide des années 1960 et 1970 au Québec explique ce genre de phénomène.
La pièce Bureaux parle aussi de spiritualité. On y retrouve entre autres une secte basant ses actions sur la philosophie de Georges Bataille. Ces individus harcèlent un jeune prêtre dans la trentaine par leur quête de transcendance et de profanation du sacré. La mère de ce prêtre est aussi présente, manifestant sa honte d’avoir un fils membre du clergé. Cette absence de foi contraste avec le concierge des Galeries d’Anjou, à l’affût du moindre signe du retour de Christ. On aborde rapidement la question de l’Opus Dei ainsi que les thérapies alternatives.

## Filmographie

### Comme acteur

#### Cinéma
- 1980 : Cordélia : Denis Hall
- 1984 : C'est congé aujourd’hui : André
- 1990 : Le Party : Pierrot
- 1993 : Second Souffle
- 1996 : Cosmos : Jules
- 1996 : Karmina : monsieur Martel
- 1997 : La Vengeance de la femme en noir : la Conscience positive
- 1997 : Le Siège de l'âme
- 1998 : Nô : Michel
- 1998 : Un 32 août sur terre : Philippe
- 1999 : Matroni et moi : Gilles
- 2001 : Les Boys 3 : Phil
- 2002 : Le Collectionneur : Alain Gagnon
- 2004 : Le Golem de Montréal : Jean-Eudes
- 2004 : CQ2 (Seek You Too) : percussionniste
- 2005 : Saints-Martyrs-des-Damnés : le garagiste
- 2005 : L'Audition : Marco
- 2005 : Les Boys 4 : Phil
- 2006 : Un dimanche à Kigali : Lamarre
- 2008 : Dans une galaxie près de chez vous 2 : le gouverneur suprême
- 2008 : Babine : Curé Neuf
- 2008 : Le Banquet : Bertrand
- 2008 : Crisse d'anxiété : Hubert Grondin
- 2010 : Route 132 : Bob
- 2012 : Avant que mon cœur bascule : Marc
- 2015 : Guibord s'en va-t-en guerre : conseiller du premier ministre
- 2016 : Les Mauvaises Herbes : Jacques
- 2016 : 9, le film, sketch Subitement de Luc Picard : Sébastien
- 2018 : Wolfe : Alain
- 2022 : La Ville d'un rêve de Annabel Loyola : François Dollier de Casson
- 2024 : Vil et misérable de Jean-François Leblanc : Stefano Von Strudel

#### Télévision
- 1995 : Radio Enfer : Firmin Laplante
- 1995 : Les Grands Procès : Émile Gravel
- 1996 : Innocence
- 1997 : Sous le signe du lion : Philippe Beaujeu
- 2000 : Haute Surveillance : Keiser
- 2000 : On fait ça seulement le samedi soir : animateur[4]
- 2001 : Fortier : Thomas Sévigny
- 2001 : Dans une galaxie près de chez vous saison 3 épisode 8 : Le Yiable
- 2002 : Tabou : Jean-Thomas Vandelac
- 2004 : Temps dur : Jackie Hétu
- 2005 : Vice caché : Laurent Barbeau
- 2008 - 2016 : Les Parent : Benoît
- 2012 : Apparences (série télévisée) : Gaétan Bérubé
- 2012 : Toute la vérité saison 3 épisode 18 : Charles Lamers
- 2016 : Séquelles : Sergent-chef Brodeur (Bureau des Crimes Majeurs)
- 2016 : Fatale-Station : Langevin (candidat à la mairie)
- 2018 : Demain des hommes : Yvon Dubé
- 2019 : Cérébrum (saison 1 et 2) : Jules Côté
- 2021-2023 : Les Mecs : Simon

### Comme scénariste
- 2003 : L'Odyssée (série)
- 2010 : Route 132

## Publications

### Théâtre
- L’An de grâce (1992, non publié) en collaboration avec René Richard Cyr et Claude Poissant
- L’Apprentissage des marais (1994, non publié) en collaboration avec René Richard Cyr
- Jésus au lac (1995, non publié) pièce écrite à l’intention des étudiants du Conservatoire d’art dramatique de Montréal
- Nudité (1996, non publié) en collaboration avec Robert Gravel
- Oreille, tigre et bruit (1996, non publié)
- Périclès (1996, tiré de 38 O, Dramaturges Éditeurs)
- Matroni et moi (1997, Léméac Éditeur)
- 131 (1997, tiré de Les Zurbains, Dramaturges Éditeurs)
- Presbytère du Nord (1998, non publié)
- Révolutions (1998-1999, non publié)
- L’Odyssée, d’après Homère (2000, Dramaturges Éditeurs) en collaboration avec Dominic Champagne
- Transit – section no 20 (2002, Boréal) en collaboration avec Jean-Pierre Ronfard
- Hitler (2002, Boréal) en collaboration avec Jean-Pierre Ronfard
- Bureaux (2002, Boréal)
- Parade du temps qui passe (2002, non publié) en collaboration avec Jean-Pierre Ronfard.
- Tavernes (2005, Dramaturges Éditeurs)
- Rabelais (Festin) (2005, non publié) en collaboration avec Patrick Drolet et Olivier Kemeid
- GRID (2006, non publié) en collaboration avec Daniel Brière
- Sacré Cœur (2009, Dramaturges éditeur) en collaboration avec Alain Vadeboncoeur
- Regard-9 (2008, Théâtre de la bordée) Dans le cadre du 400e de Québec
- Lortie 2008 l'Espace libre
- La Fin (2010, l'Espace libre) en collaboration avec Daniel Brière
- Invention du chauffage central en Nouvelle-France (2012, l'Espace libre) Premier volet de la trilogie: L'histoire révélée du Canada français de 1608 à 1998
- Annoncé: Les Chemins qui marchent (2013, l'Espace libre) Deuxième volet de la trilogie: L'histoire révélée du Canada français de 1608 à 1998
- Annoncé: Le Pain et le Vin (2014, l'Espace libre) Troisième volet de la trilogie: L'histoire révélée du Canada français de 1608 à 1998

### Théâtre radiophonique
- Cinq tavernes (2001, non publié)
- Last Cabaret (2005, 400 coups)

### Télévision
- Camilien Houde (2003, non publié)
- Ouverture des IV Jeux de la francophonie (2001, non publié)
- Radio enfer (1995 à 2002) (Firmin laplante) professeur de mathématique
- Les beaux Malaises

### Poésie
- Des humains qui bruissent (1999, Triptyque)

## Distinctions et Nomination

### Récompenses
- Prix Gémeaux[5], catégorie Meilleur premier rôle masculin dans une série dramatique pour le rôle de Gaétan Bérubé dans Apparences (2012)
- Masque, catégorie Meilleure adaptation théâtrale, coadaptation de L’Odyssée avec Dominic Champagne au Théâtre du Nouveau Monde (1999)
- Prix Jutra, catégorie Meilleure interprétation masculine pour le rôle de Philippe dans Un 32 août sur terre réalisé par Denis Villeneuve (1998)
- Masque, catégorie Révélation de l’année pour la pièce Matroni et moi (1995)
- Prix de l’Association des critiques de théâtre, catégorie du meilleur rôle de soutien pour le rôle de Lucky dans En attendant Godot, mise en scène par André Brassard au Théâtre du Nouveau Monde (1992)

### Nomination
- Prix Jutra du meilleur acteur de soutien en 2006 pour L'Audition.